# Новопокровка (Тарский район)
Новопокровка — деревня в Тарском районе Омской области России. Входит в состав Екатерининского сельского поселения.

## История
Основана в 1906 г. В 1928 г. состояла из 55 хозяйств, основное население — русские. В составе Екатерининского сельсовета Екатерининского района Тарского округа Сибирского края.

## Население
| 1926 | 2002 | 2010 |
| ---- | ---- | ---- |
| 299  | ↘7   | ↘1   |